# الدوري الليبيري الممتاز 2016-17
الدوري الليبيري الممتاز 2016-17 هو موسم من الدوري الليبيري الممتاز. أشرف على تنظيمه اتحاد ليبيريا لكرة القدم، وكان عدد الأندية المشاركة فيه 12، وفاز فيه نادي مؤسسة سفينة ليبيريا للتسجيل.